# St. Johnsbury (Vermont)
St. Johnsbury – miasto w Stanach Zjednoczonych, w stanie Vermont, siedziba administracyjna hrabstwa Caledonia.